# Федотова Людмила Петрівна
Людмила Петрівна Федотова (нар. 1953) — українська радянська діячка, швачка-мотористка Шахтарської швейно-трикотажної фабрики Донецької області. Депутат Верховної Ради СРСР 10—11-го скликань.

## Біографія
Закінчила середню школу.
З 1970 року — учениця швачки-мотористки, з 1971 року — швачка-мотористка дев'ятого конвеєрного цеху швейно-трикотажної фабрики міста Шахтарська Донецької області.
Без відриву від виробництва закінчила Київський технологічний інститут легкої промисловості.

## Нагороди та відзнаки
- орден «Знак Пошани»
- медалі